# Wilhelm Bengtsson
Johannes Wilhelm Bengtsson (i riksdagen kallad Bengtsson i Häradsköp), född den 3 november 1841 i Tofteryd i Jönköpings län, död den 18 juni 1910 i Häradsköp i Åkers församling i samma län, var en svensk hemmansägare och riksdagspolitiker.
Bengtsson var ägare till hemmanet Häradsköp i Småland. Han var politiskt engagerad och tillhörde riksdagens andra kammare 1895–1910, invald i Östbo härads valkrets. Han var även landstingsman från 1893 och ordförande i den lokala kommunalnämnden från 1886. I riksdagen skrev han 15 egna, motioner om nykterhetsfrågor som förbud mot ölutskänkning inom kasernområden samt ändrade bestämmelser vad gäller byggande om kyrka, prästgård m.m. En motion åsyftade av rätt för landsting att själv välja sin ordförande.